# Pouteria splendens
Pouteria splendens (sinónimo Lucuma valparadisaea), también conocido por los nombres comunes locales de lúcumo chileno o palo colorado  es un árbol frutal de la familia de las sapotáceas, originario de la costa central de Chile.

## Descripción

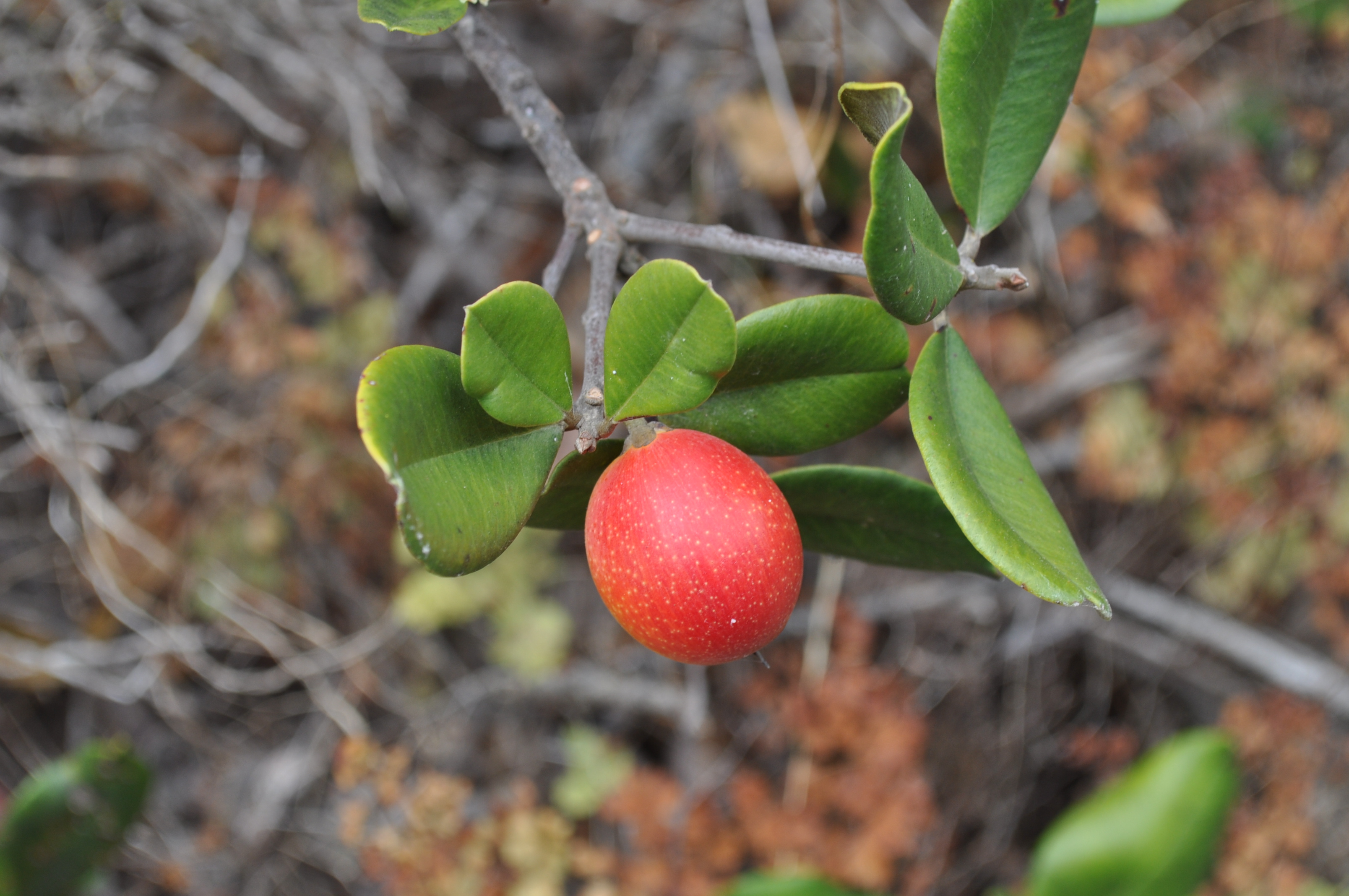
Fruto maduro

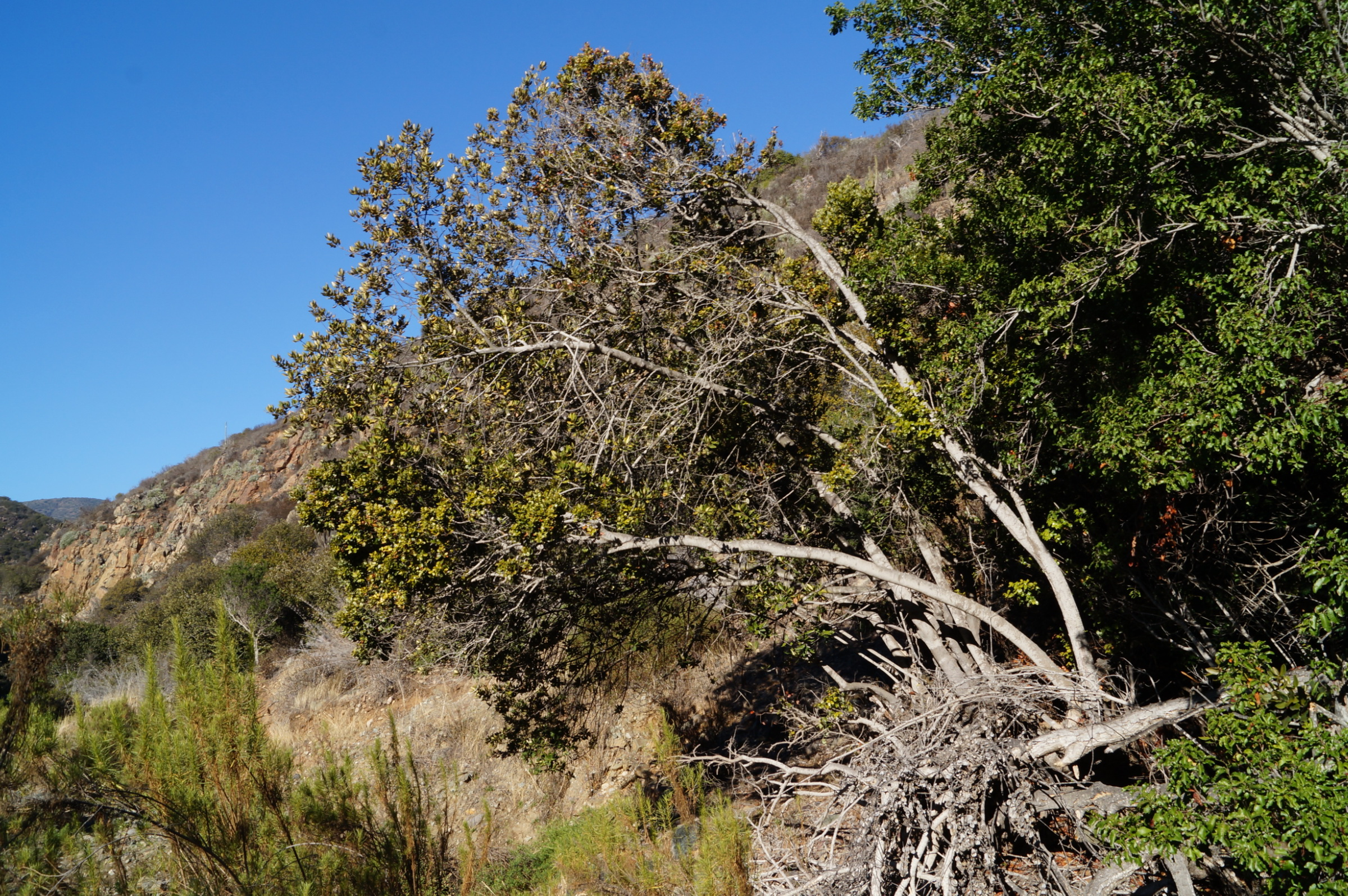
En su hábitat

El lúcumo chileno Pouteria splendens está estrechamente emparentada con la lúcuma comercial (Pouteria lucuma). Se desarrolla en hábito arbustivo, alcanzando hasta los 10 m de altura. A diferencia de la especie de la lúcuma comercial, esta especie es más resistente a ambientes salinos y fríos; pues su hábitat es costero. 
Su madera es de color oscuro y rojizo, muy resistente. La copa es densa y de forma esférica; las hojas son perennes y se concentran en el ápice de las ramas tiernas, ligeramente pubescentes, y son de forma elíptica, con la base achatada, pequeñas y un fuerte color verde. 
Sus flores  solitarias, son pequeñas, de color amarillo o blanco.
Respecto a su fruto, resulta confusa la mención de baya o drupa para este fruto carnoso, de acuerdo a los carpelos y lóculos de la flor pentámera debería ser una baya con varias semillas en el interior, al parecer siempre se presenta una sola, por lo que el fruto bien se puede definir como drupáceo. En una cosecha de 1,5 kg de semilla realizada en Los Molles por personal de CONAF de la Región de Valparaíso, aproximadamente el 18 % presentaba dos y hasta tres semillas por frutos, unidas muy precariamente por una delgada lámina. El fruto maduro es pequeño, de color rojo a amarillo-anaranjado, es comestible. La pulpa es seca y almidonosa, con un sabor dulce aunque ligeramente astringente; el fruto se denomina lúcuma chilena.

## Hábitat
Esta especie endémica de la flora de Chile habita las costas de Chile entre el poblado de Puerto Oscuro en la Región de Coquimbo y el puerto de San Antonio en la Región de Valparaíso. 
Actualmente sobreviviven ejemplares en solo tres áreas de crecimiento. La primera es una pequeña población en el litoral de Puerto Oscuro. Una segunda población se encuentra en el borde costero entre el sur de Los Vilos y Los Molles, donde crece en forma continua, siendo el elemento dominante del paisaje, en un tramo de aproximadamente 35 km de borde costero, concentrándose en el límite de la Región de Valparaíso y la Región de Coquimbo). La tercera subpoblación abarca desde la quebrada Los Lúcumos en los acantilados de Playa Ancha, radio urbano de Valparaíso hasta Punta del Gallo en Tunquén (norte de Algarrobo (Chile)), abarcando una extensión aproximada de 40 km del borde costero, aunque los individuos son muy escasos, concentrándose en ciertos acantilados y fondos de quebradas. Estudios recientes dan cuenta que estas tres poblaciones existentes pueden ser remanentes de una gran población continúa que se extendía al menos entre Los Vilos y Laguna Verde.

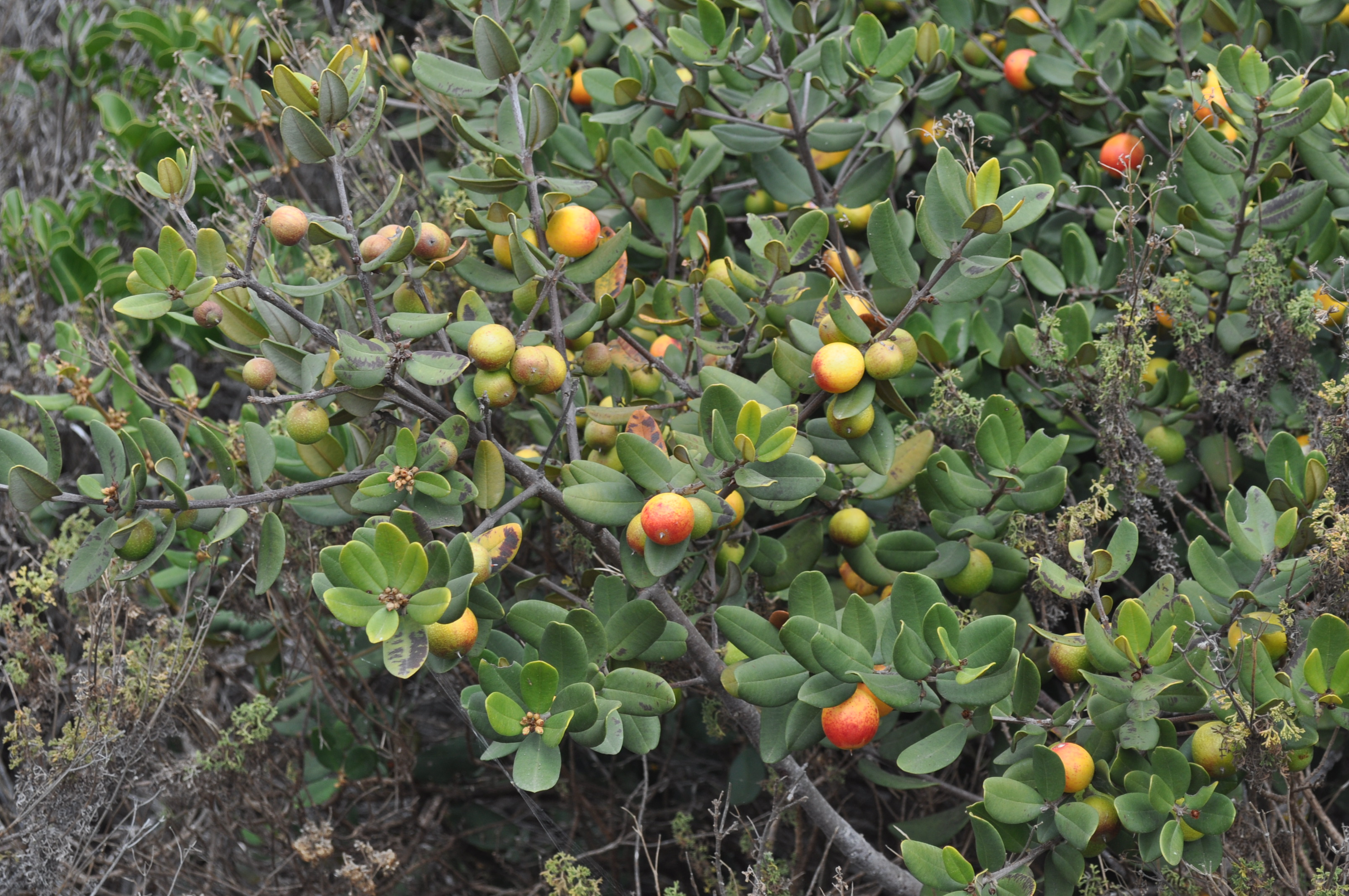
Arbusto con frutos maduros en verano. Los Molles, V Región, Chile.

En la actualidad el único bosque conocido de Pouteria splendens crece a los pies del cerro Santa Inés con individuos de 60 cm de diámetro y 15 a 20 metros de altura. El bosque de Santa Inés comparte varias especies con otros bosques de relictos del Norte Chico chileno (principalmente con el de Fray Jorge, pero conserva de manera exclusiva estos ejemplares notables de Pouteria splendens, como asimismo de Lomatia dentata (avellanillo) y Passiflora pinnatistipula (flor de la pasión).
La conservación de estas poblaciones es difícil pues al ser costeras están más expuestas al impacto de proyectos turísticos, inmobiliarios, viales, incendios forestales y sequías que podrían disminuir su presencia hasta un nivel crítico. Afortunadamente, la población Tunquén-Playa Ancha está mejor protegida pues crece en acantilados, pero aun así, las agrupaciones de arbustos y árboles son escasas y de muy pocos ejemplares.

## Historia y usos
En el pasado esta especie formaba bosques puros, y hay evidencias que sus grandes semillas eran consumidas y dispersadas por la megafauna hoy extinta.
Existen datos dispersos sobre el uso de pouteria splendens en el Chile prehispánico, se conoce que se utilizaba como planta medicinal y como madera de tallar por parte de los Picunches. 
A la llegada de los españoles estos valoraron las características de la madera explotando los escasos bosques existentes de aquella época con su consiguiente desaparición en muchas zonas; durante esta explotación en la Colonia surge la tradición de la Virgen del Palo Colorado. A lo largo de la Colonia también se siguió tomando como tónico estomacal y para repostería y dulces, prácticas que se fueron perdiendo a medida que cada vez era más difícil encontrar los árboles y frutos. 
Posteriormente también se empezó a cultivar mayormente la pouteria lucuma en desmedro de la pouteria splendens, debido a los frutos más grandes que presentan; sin embargo sus frutos al igual que el del lúcumo, pueden ser también utilizados de la misma forma en la elaboración de alimentos preparados.
En la actualidad, debido a su reducido número y a la dificultad en el acceso, ya no se cultiva frecuentemente, quedando su cultivo relegado a pequeños cultivos particulares de solo unos pocos árboles. Así, su cultivo actual (cómo árbol ornamental o alimenticio) se da principalmente a través de viveros de plantas nativas chilenas, o de grupos dedicados a la propagación de la flora nativa.

## Proyecciones
Actualmente existen proyectos para la preservación de las poblaciones locales en la zona de Laguna Verde en las afueras de Valparaíso, 
También se ha desarrollado proyectos para el cultivo y explotación comercial de pouteria splendens, tanto de su madera para ebanistería, como de sus frutos, que se ocupan igualmente para la elaboración de repostería fina, helados, postres y colorante natural. También se investiga sus usos para la cosmética y la medicina.

## Taxonomía
Pouteria splendens fue descrita por (A.DC.) Kuntze  y publicado en Revisio Generum Plantarum 3(3): 195. 1898.
Sinonimia
- Gayella splendens (A.DC.) Aubrév.
- Gayella valparadisaea (Molina) Pierre
- Lucuma splendens A.DC.
- Lucuma valparadisaea Molina
- Pouteria splendens (A.DC.) Kuntze
- Vitellaria valparadisaea (Molina) Radlk. ex Dubard[6]